# Aphrodite’s Child
Aphrodite’s Child (с англ. — «Дитя Афродиты») — греческая рок-группа, образованная во Франции. Возникла в 1968 и сразу привлекла к себе внимание европейской молодёжи, а несколько позднее — и американской. Среди участников — певец Демис Руссос и композитор Вангелис.

## История
Группа была создана в Греции, история сотрудничества создателей коллектива началась в начале шестидесятых. Достигнув некоторого успеха на региональном уровне и решив продолжить строить музыкальную карьеру далее, они были вынуждены покинуть родину, поскольку власть в стране была захвачена хунтой «Чёрных полковников», на государственном уровне поставивших перед собой цель очистить общество Греции от проявлений Запада, в частности рок-музыки. Группа собиралась переехать в Британию, поскольку именно там в то время было больше всего возможностей. Изначально музыкантов было четверо. Но Сильверу Кулурису не позволили покинуть Грецию, поскольку он должен был отслужить в армии. Участники приняли решение начать профессиональную карьеру втроём. По дороге у группы возникли сложности, связанные с визой и разрешением на трудоустройство. Достигнув Дувра, группа была отправлена назад, на другую сторону Ла-Манша. Попав обратно в Париж, они уже не смогли его покинуть, так как в те дни во Франции начались забастовки служащих путей сообщения. В итоге «Дитя Афродиты» так и не добралась до Лондона, и группа, получив предложение подписать контракт со звукозаписывающей компанией Меркюри, приняла решение остаться в Париже.
Все трое были разными и тяготели к противоположным направлениям. В этой разности взглядов и вкусов, родилось уникальное звучание группы, ставшее и главным козырем, и одновременно, недостатком группы. С самого начала формирования коллектива было очевидно, что основным певцом должен быть Демис Руссос. Он мог брать высокие ноты, не теряя при этом силы тембра, владел самобытной техникой, а также выносливостью и широким диапазоном голоса, которые он развил играя в детстве на трубе. Он тяготел к народной, греческой фольклорной музыке и хотел, чтобы коллектив ставил не столько исключительно музыкальное представление, сколько и костюмированное. Руссос считал, что лучше отказаться от электрического оборудования и играть исключительно на акустических, народных инструментах. Таким образом, можно было бы сохранить и аутентичность тембров, и расширить возможности коллектива: выступать как и на больших площадках, так и на открытом воздухе; не ограничивая себя камерным форматом.
Другой член коллектива, Лукас Сидерас, напротив, хотел двигаться в том направлении, в котором звучали коллективы поздних шестидесятых. Мотивировал он это тем, что они ничем не хуже своих современников, им было что рассказать в своих песнях. Третьему члену коллектива — Вангелису Папатанасиу, была близка совершенно иная музыка. Он интересовался сложной инструментальной музыкой с использованием в большом количестве передовых синтезаторов и других электронных инструментов; позже Папатанасиу станут считать фактическим пионером в данной области. Будучи на пару лет старше своих друзей, Папатанасиу стал неформальным творческим руководителем коллектива, именно он определял непосредственный курс группы. Папатанасиу взял на себя сочинение и аранжировку музыки.
Первое время коллектив экспериментировал в звучании, и пробовал разные форматы, прежде всего потому, что они на сцене были ограничены в количестве рук, поскольку они не хотели брать еще одного участника, так как место было «зарезервировано» за Кулурисом; но вскоре пришел к конечной формуле, где Папатанасиу сел за клавишный (преимущественно электроогранный) аккомпанемент, а двое других — в зависимости от требований аранжировки композиции. Чаще всего группа выступала в следующем формате: пел и играл на бас-гитаре Руссос, Лукас играл на ударных. Однако, в некоторых композициях играл на гитаре и пел Лукас, а Руссос в то же время играл на гитаре, флейте, или народных греческих инструментах, например бузуки. Наличие второго певца в коллективе позволяло группе проводить длинные представления. Но отсутствие сильного солиста — музыканта-инструменталиста в коллективе, сказывалось на звучании группы, которое больше походило на качественный, маленький оркестр, но не на рок-группу, где не было видного солирующего музыканта, и где звучание композиций походило на звучание обычных эстрадных песен, пусть и в прогрессивной и даже джазовой обработке. Еще более нехарактерным была сама стилистика звучания коллектива — когда каждый стремился тянуть группу в ту сторону, которая казалась ему верной: Руссос в греческий фольклор, Лукас в рок, а Папатанасиу в прогрессивный рок. Большинство критиков, сходилось во мнении что группа «Дитя Афродиты», явление хоть и самобытное, но имеет много общего с другими похожи коллективами, играющими психоделический и прогрессивный рок, такими как Procol Harum, The Moody Blues, Jefferson Airplane.
Их первая пластинка «End of the World» (также известная как «Rain and Tears»), появившаяся в октябре 1968 года, в основном состояла из мелодичных баллад, жёстких, нервных композиций, а также песен, выполненных в духе авангардного джаза. Вторая пластинка «It’s Five O’clock» была записана в Trident Studios в Лондоне — куда группа, наконец, смогла попасть. Именно в студиях Лондона можно было найти самое передовое оборудование и самые новейшие синтезаторы.
Признание у музыкальных критиков пришло к группе после выхода концептуального альбома, третьей пластинке по счёту, работа над которой началась ещё в 1970 году — 666 (The Apocalypse of John, 13/18). Основным автором музыки выступил Папатанасиу. Пластинка была создана под впечатлением от Откровения Иоанна Богослова и была выпущена в 1972 году, спустя два года. Было приглашено много сторонних музыкантов для студийных сессий, в том числе Ирен Папас. Считая, что именно эта пластинка станет прорывной в карьере ансамбля, Папатанасиу посвятил ей всё своё время. Но убедившись на практике, что совмещать гастрольную деятельность и студийные сессии невозможно, Папатанасиу принял решение перестать принимать участие в концертной деятельности коллектива и полностью посвятить себя новой пластинке. Был нанят сессионный музыкант-клавишник, замещающий Папатанасиу на концертах. Примерно в это же время приехал из Греции Сильвер Кулурис, который привнёс в коллектив звук электрогитары. «Дитя Афродиты» начинают ставить в один ряд с такими коллективами как Led Zeppelin, The Jimi Hendrix Experience, Genesis.
Руссос покинул группу. Первоначально его решение поддержали Лукас и Сильвер. В итоге Руссос собрал новый коллектив, выпустил первый сольный альбом и начал собственную карьеру в совершенно другом направлении.
Альбом 666 высоко оценил художник-сюрреалист Сальвадор Дали.
После этого музыканты пошли разными путями, лишь изредка сотрудничая над совместными проектами. Руссос стал исполнять эстрадную музыку с греческим фольклорным колоритом. Автором некоторых песен, и клавишником на ряде его записей был Папатанасиу. Сидерас на некоторое время занялся наукой и некоторое время преподавал античную литературу в Сорбонне, позже был замечен на ударных в двух других ансамблях, но большого успеха уже достичь не сумел. А Вангелис Папатанасиу, сократив имя до псевдонима «Вангелис», стал работать в жанре электронной музыки.

## Дискография
- End of the World (февраль 1968)
- It’s Five O’Clock (январь 1970)
- 666 (июнь 1972)[1]
- Demis Roussos & Aphrodite's Child: Greatest Hits (2002), компиляция
- Aphrodite's Child & Demis Roussos: 4 Albums Originaux (4 CD, 2016), компиляция